# Рюкюсцы
Рюкюсцы (яп. 琉球民族 рю:кю: миндзоку; окин. ру:чу: миндзуку), ликейцы — этнографическая группа островов Рюкю (префектура Окинава). Рюкюсцы являются крупнейшим национальным меньшинством в Японии; 1,3 млн человек проживают в префектуре Окинава, 300 000 в других районах Японии. Оставшиеся 300 000 расселились за пределами Японии, в основном на Гавайях. Рюкюсцы не являются признанным меньшинством в Японии, поскольку японские власти считают их просто подгруппой японцев, родственной народу Ямато, однако международные организации утверждают, что рюкюсцы подвергаются дискриминации как этническая группа, а также имеют право на самоопределение как народ.

## Этимология
Острова Рюкю также иногда называют Ликейские острова, а рюкюсцев ликейцами. Этот термин происходит от китайской транскрипции иероглифов, которыми записывают название островов Рюкю — Лю-цю, Лю-чу, Лиеу-Киеу, Лиу-Киу. Такие названия раньше широко применялись в географической литературе дореволюционной России и Европы. К началу XXI века термины  Лю-чу и лючусцы (ликейцы) иногда попадаются в европейской, японской и американской этнографической литературе, также как и термины Рюкю и рюкюсцы.

## Происхождение и расселение
Основной ареал расселения рюкюсцев — это острова Рюкю, административно входящие в японские префектуры Окинава и Кагосима (группа островов Амами). В префектуре Окинава абсолютное большинство населения являются рюкюсцами.
Современные рюкюсцы и японцы имеют общих предков дзёмонцев (выходцы из Юго-Восточной Азии или из Северо-восточной азии). В отличие от яматосцев (японцев), которые произошли от смешения дзёмонцев и мигрантов с континента, пришедших через Корейский полуостров, рюкюсцы на островах Рюкю как и айны на Хоккайдо были изолированы от миграционных волн на Кюсю, Хонсю и Сикоку, а значит их этногенетические процессы носили эволюционный характер. Обнаруженные в 1967-м году на Окинаве скелеты человека Минатогава (датированные 16-14 тыс. лет до н. э.) являются предками дзёмонцев.

## История
В средние века рюкюсцы имели собственную государственность: сначала это были княжества Хокудзан, Нандзан и Тюдзан на острове Окинава, а с XV по XIX века королевство Рюкю. Эти государственные образования не обладали полным суверенитетом: сначала рюкюсцы платили китайской династии Мин, а после маньчжурского завоевания (XVII век) династии Цин. С 1609 года после карательной военной экспедиции под командованием даймё Тадацунэ Симадзу с согласия японского сёгуна Токугавы Иэясу королевство Рюкю стало ещё и вассалом японского княжества Сацума (нынешняя префектура Кагосима) и долго скрывало этот факт от Китая. После аннексии Рюкю Японской империей в 1879-м году рюкюсцы были подвержены ассимиляции и стали утрачивать свои культурные особенности в области языка и религии.

### Троецарствие (1314—1429)

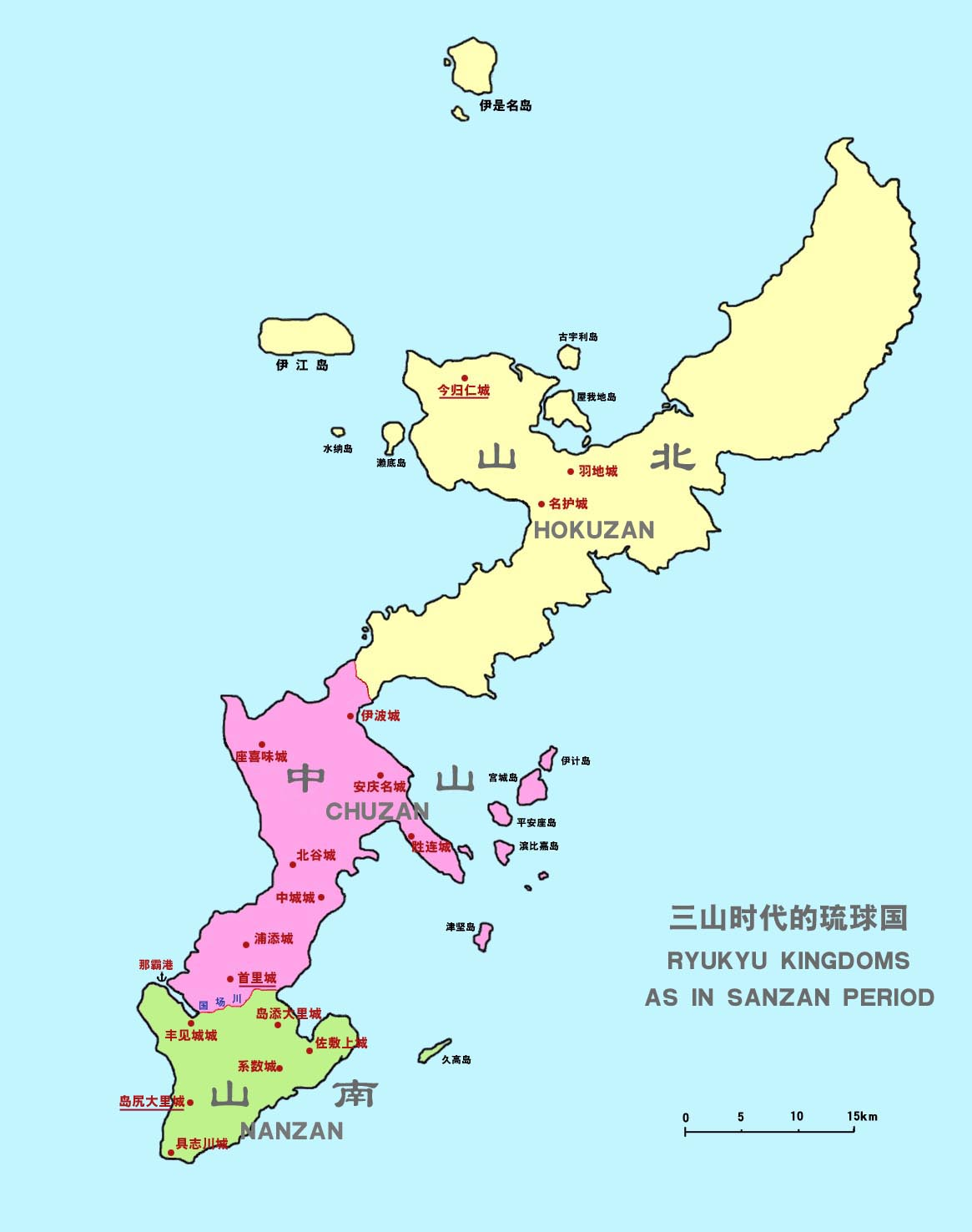
Окинавские княжества Хокудзан, Тюдзан, Нандзан

В XIII—XIV веках, во время периода Сандзан (яп. 三山時代 Сандзан дзидай), на Окинаве было три княжества: Хокудзан (яп. 北山, «Северная Гора»), Нандзан (яп. 南山, «Южная Гора») и Тюдзан (яп. 中山, «Центральная Гора»). Все три княжества были данниками Китая, и все три боролись за власть над островом. В 1416 году Хаси, сын князя Тюдзана и фактический правитель княжества, захватил Хокудзан. Хаси добился благосклонности Китая; в 1421 году, когда Хаси унаследовал престол Тюдзана, китайский император Чжу Ди дал ему фамилию Сё (尚, по-китайски «шан») и титул вана (王, по-рюкюски «о:»), то есть царя или короля острова.

### Королевство Рюкю(1429—1879)
В 1429 году Сё Хаси завоевал Нандзан, таким образом впервые объединив весь остров. Он построил замок Сюри и порт Наха, проправив до 1439 года.
Государство постепенно расширялось на соседние острова. К концу XV века ваны Сё правили на всей южной части архипелага Рюкю, а в 1571 году они стали властителями архипелагов Амами и Осима около берегов Кюсю.
На архипелаге Рюкю было мало природных ресурсов, поэтому с момента основания государства ваны Сё выбрали морскую торговлю как основной вектор экономического развития. Рюкюские корабли заходили в порты Китая, Японии, Кореи, Вьетнама, Сиама, Малакки, Явы, Лусона, Суматры и Борнео. Минская политика запрета морской торговли позволяла рюкюским купцам работать на китайском направлении с минимальной конкуренцией. (Запрет не касался Рюкю, поскольку ваны Рюкю платили дань Китаю и не занимались пиратством.) Масштабы торговли с Китаем были такими, что ещё в 1439 году император позволил рюкюсцам построить отдельную торговую факторию в Цюаньчжоу. Рюкю старалось поддерживать дружественные отношения одновременно со всеми соседями. Если отношения между двумя соседними государствами по какой-то причине портились — например, между Китаем и Японией из-за очередного города, разграбленного японскими пиратами, то правители Рюкю продолжали посредническую торговлю между ними,  перевозя товаров между враждующими сторонами. Таким образом, с XIV и до середины XVI века Рюкю было богатым и преуспевающим торговым государством. Со второй половины XVI века конкуренция с португальцами на юге и японцами на севере привела к концу эпохи процветания. В 1450 году начались конфликты с Японией, когда японский феодал Хосокава Кацумото, правитель Сикоку, захватил рюкюский корабль; подобные инциденты продолжались. Начиная с 1527 года, японские пираты вокоу стали нападать на Окинаву. Для защиты Нахи ванам Рюкю пришлось построить два форта. В 1588 году объединитель Японии Тоётоми Хидэёси потребовал, чтобы государство Рюкю участвовало в походе на Корею и дальнейшей планируемой войне с Китаем. Сё Нэй, ван Рюкю, решив, что Китай сильнее Японии, не ответил и перестал посылать представителей в Киото.
В 1600-м году власть в Японии перешла к Токугаве Иэясу после битвы при Сэкигахаре. Даймё, которые воевали против Токугавы при Сэкигахаре, многие были репрессированы токугавским сёгунатом, остальные как минимум попали в опалу. В числе опальных феодалов был и Симадзу Ёсихиро, могущественный правитель Сацумы. Под давлением Токугавы Ёсихиро отрекся от власти в пользу своего племянника Тадацунэ Симадзу, но и Тадацунэ не сумел найти расположение у сёгуна. Не имея возможности ни продвигаться при дворе, ни воевать с дружественными Токугаве северными соседями, новый даймё Сацумы обратил взор на юг, на процветающее, но слабое в военном плане королевство Рюкю.
В 1603 году представитель Сацумы посоветовал Рюкю подчиниться Японии и проявить уважение к сёгуну Токугаве. Сё Нэй отказался. Тогда Симадзу Тадацунэ попросил разрешение у Токугавы наказать Рюкю за грубость по отношению к Японии. В 1606 году Токугава дал согласие, и через три года флот Симадзу отплыл на юг.
Весной 1609 года сацумское войско высадилось на Окинаве, разбило местное гражданское ополчение и разграбило замок Сюри и ванские сокровищницы. Сё Нэй был взят в заложники и отправлен в Японию на два года. В 1611 году Сё Нэю было позволено возвратиться на родину, но ему и его двору пришлось подписать мирный договор, утверждающий, среди прочего, что государство Рюкю всегда было вассалом Сацумы. Острова Амами и Осима были присоединены к хану Сацуме (по этой причине в современной Японии они входят в префектуру Кагосиму, а не Окинаву), но ванам Сё было дозволено продолжать править остальной частью архипелага Рюкю в рамках, установленных Сацумой. Таким образом, Рюкю оказалось в двойной феодальной зависимости: от китайского императора (связи с Китаем продолжались) и от даймё Сацумы.
В 1615 году японо-китайские переговоры зашли в тупик; Китай запретил японским кораблям заходить в китайские порты. Благодаря политике сакоку европейские купцы потеряли право заходить в японские порты. Таким образом, основной поток торговли между Японией и Китаем пошёл через королевство Рюкю, которое было в двойной вассальной зависимости от китайской империи Мин и японского княжества Сацума. Торговля с Китаем была немаловажна для престижа и финансового благополучия даймё Сацумы. Чтобы избежать возможных конфликтов с Китаем, правители Сацумы предписали Рюкю притворяться независимым государством, жителям Рюкю было запрещено пользоваться японскими именами и одеждой. Представителям Рюкю за рубежом было запрещено упоминать зависимость Рюкю от Сацумы. Японские подданные не имели право посещать Рюкю без правительственного разрешения. Даже рюкюский посол в Эдо был обязан вести переговоры только через переводчика. Разумеется, Китай довольно скоро узнал об истинном положении дел, но игра в независимость Рюкю позволяла всем сторонам сохранить лицо и продолжать выгодную торговлю.

### Рюкю-хан (1872—1879)
В ноябре 1871 года произошёл «Муданьский инцидент»: 54 моряка рюкюского острова Мияко терпели бедствие у юга острова Формоза (Тайвань), большинство из них были убиты тайваньскими аборигенами пайвань. Рюкю в тот момент официально было вассалом Китая, однако в ответе на ноту японского правительства, требующую наказать убийц «японских подданных» (на деле Рюкю уже давно было зависимо от Японии) Китай ответил, что не несёт ответственности за происходящее на восточном берегу Тайваня. Для того чтобы засвидетельствовать, что все жители Рюкю является гражданами Японии, а само Рюкю находится в пределах Японской империи, 14 сентября 1872 года королевство Рюкю было переименовано Императорским рескриптом в автономный удел Рюкю-хан. При этом ван Рюкю Сё Тай получил статус японского дворянина кадзоку и стал князем Рюкю-хана, подчинённого в административном отношении министерству иностранных дел Японии. В 1871 году японское правительство ликвидировало на территории Японии автономные ханы и на их месте основало префектуры, которые напрямую подчинялись центру. Однако Рюкю получило переходный статус хана, чтобы в будущем Япония могла осуществить окончательную аннексию Рюкюского архипелага.
В 1875 году японское правительство назначил дипломата Митиюки Мацуду ответственным за аннексию Рюкю и начало переговоры по присоединению Рюкюского государства в Японии. В ответ рюкюские власти выбрали тактику проволочек и всячески оттягивали решение вопроса. Одновременно с этим Цинский Китай заявил свои права на Рюкю и ввёл экономические санкции в отношении Японии. В 1879 году на остров Окинава высадился японский десант численностью 300 солдат и 160 полицейских. 11 марта 1879 года Мацуда объявил о ликвидации Рюкю-хана, и что к концу месяца Рюкю-хан будет считаться префектурой Окинава и частью японской метрополии. 31 марта, осуществляя силовое давление на местные власти, он добился сдачи главной цитадели рюкюсцев — замка Сюри. Государство Рюкю было ликвидировано, а постановления японской административной реформы 1871 года об автономных княжествах отменены.

### Префектура Окинава (1879 — н.в.)
В Рюкю были очень недовольны силовыми методами японского правительства. Местная знать пыталась организовать движение неповиновения, а некоторые чиновники начали тайно выезжать в Цинский Китай, жалуясь на действия японцев. Династия Цин стремилась сохранить протекторат над Рюкю, поэтому выразила японскому правительству резкий протест и неприятие аннексии. Цинские армейские генералы предлагали начать войну для возвращения вассального государства, однако глава китайского дипломатического ведомства Ли Хунчжан попытался решить проблему при посредничестве бывшего американского президента Улисса Гранта, который находился в то время в Китае. В июле 1879 года Грант прибыл в Японию и предложил японским властям решить рюкюский вопрос совместно с династией Цин. Официальный Токио дал согласие на переговоры, и в октябре 1880 года американец дал японцам свой план раздела Рюкю. Согласно этому плану Япония должна была признать суверенитет Цинского Китая над островами Мияко и Яэяма бывшего Рюкюского государства. В обмен за эту услугу предлагалось вписать в текст Тяньцзиньского договора о дружбе от 1871 года новое положение о режиме наибольшего благоприятствования для Японии в области торговли. Однако проект Гранта реализован не был из-за позиции китайской стороны, которая считала его невыгодным. Проблема территориальной принадлежности Рюкю оставалась главным камнем преткновения в японско-китайских отношениях. Она была окончательно решена в пользу Японии только после японско-китайской войны 1894—1895 годов.
До 1912 года японцы оставили в префектуре старую систему управления, налогов и хозяйствования. Отсутствие модернизации привело к хроническому социально-экономическому отставанию префектуры от регионов Центральной Японии. Значительная часть населения покинула родину в поисках заработка, переехав на японские острова Хонсю и Кюсю или американские Гавайи.
Окинава сильно пострадала во время Второй мировой войны. В ходе битвы за Окинаву в 1945-м году между войсками Японии и США погибли сотни тысяч мирных жителей. Количество жертв было большим из-за требования японского правительства и военных не сдаваться в плен. После войны Окинава находилась в зоне американской оккупации до 1972 года. Несмотря на восстановление независимости Японии в апреле 1952 года, острова Рюкю остались под контролем США. По итогам Сан-францисского мирного договора 1951-го года Япония снова обретала независимость, но некоторые её территории оставались под контролем США, в частности остров Окинава. На этих территориях функционировало американское военное управление, валютой служил доллар США (заменивший так называемую Б-йену), на автодорогах действовало правостороннее движение, вместо японского левостороннего. На этой территории военнослужащие США ни за какие преступления наказания не несли.
20 декабря 1970 года на территории города Коза (в 20 км от столицы префектуры города Наха) произошло одно из крупнейших антиамериканских выступлений местного населения. В схватке сошлось примерно пять тысяч окинавцев и семьсот военнослужащих США. Началось восстание с дорожного происшествия: автомобиль с нетрезвыми американскими военнослужащими сбил местного жителя. Несколько десятков повстанцев пробралось на территорию авиабазы Кадена, где ими было уничтожено всё, до чего они смогли добраться. Было сожжено более семи десятков автомобилей и разрушено немало иной американской собственности, разрушен офис газеты «Stars and Stripes». Бунтовщики применяли коктейли Молотова, использовав спиртные напитки из соседних баров и ресторанов. Военная полиция применила слезоточивый газ. Итогом стали шестьдесят раненых американцев и восемьдесят два арестованных местных жителя.
Американцы вынашивали планы восстановления государственности рюкюсцев в пределах островов Рюкю, однако под давлением общественности и политической целесообразности вернули Окинаву японской стороне.

## Культура
Благодаря тесным историческим связям Окинавы с Китаем, Японией, Индонезией и Малайзией местная культура развивалась под постоянным иностранным влиянием. Тем не менее, Окинава стала родиной множества самобытных культурных практик, предметов и техник: боевого искусства карате, музыкального инструмента сансина (предка сямисэна), метода окрашивания тканей бингата, стихотворного жанра рюка, особого архитектурного стиля, традиционной керамики ячимун и множества других. В 1393-м году в Тюдзан прибыли китайские переселенцы, образовав общину Кумэ недалеко от столицы Сюри. Со времён троецарствия (Период Сандзан) и до конца существования королевства Рюкю деревня Кумэмура была культурным и образовательным центром.
В культуре рюкюсцев заметны китайское и новояпонское влияние наряду с древними национальными чертами. В более урбанизированных районах островов японское влияние сказывается заметнее, а в сельской местности, особенно в отдаленных горных селениях, старые национальные традиции сохраняются до настоящего времени.

### Боевые искусства

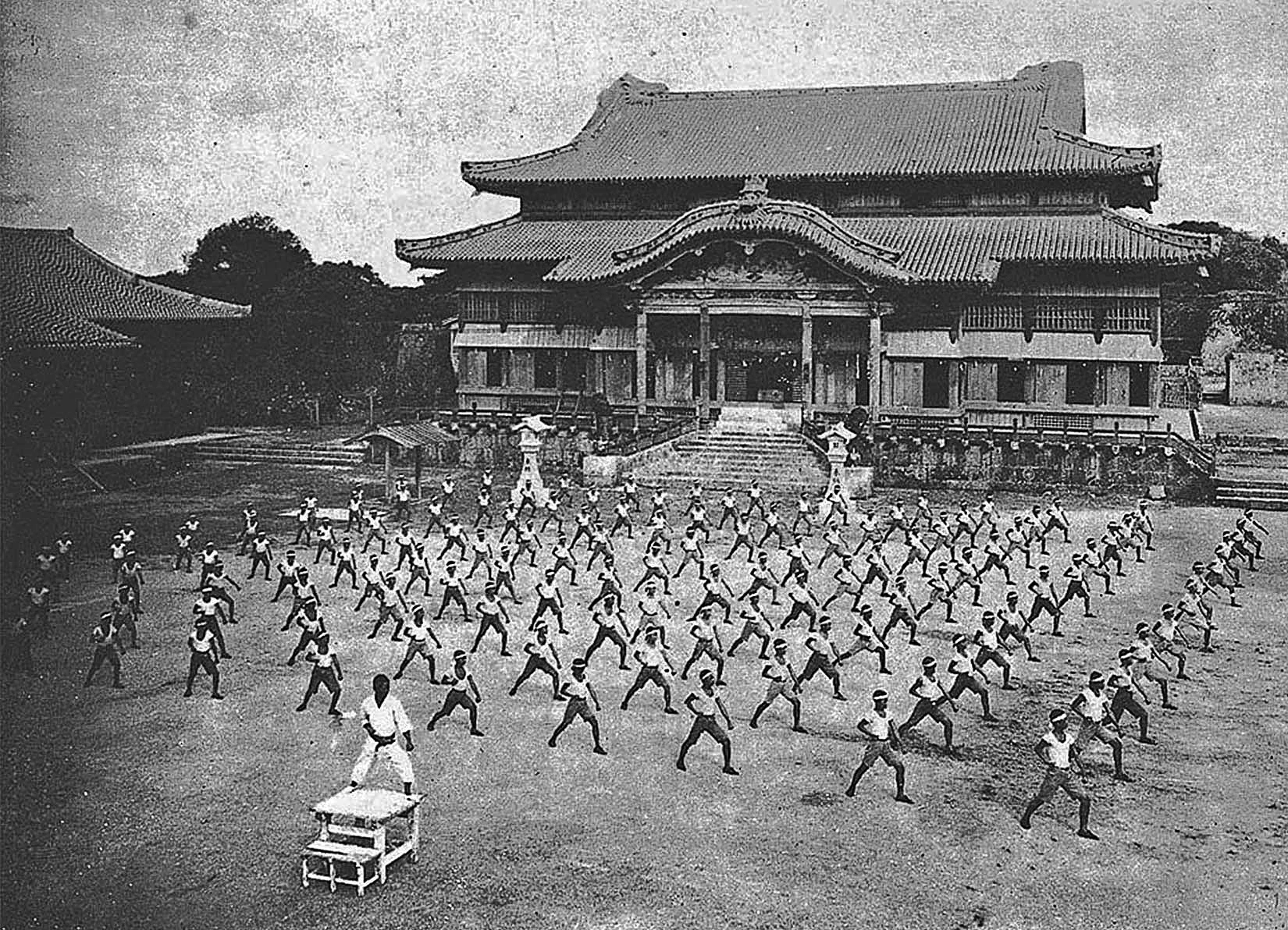
Тренировка карате у замка Сюри, 1938

К окинавским боевым искусствам относятся карате, тэгуми и кобудо, которые возникли среди коренных жителей острова Окинава. Благодаря своему центральному расположению, Окинава находилась под влиянием различных культур с длительной историей торговли и культурного обмена, в том числе Японии, Китая и Юго-Восточной Азии, которые оказали огромное влияние на развитие боевых искусств на Окинаве.
- Карате — боевое искусство Окинавы, произошедшее из китайского цюань-фа.
- Кобудо — окинавское боевое искусство с использованием холодного оружия, как ударно-дробящего действия, так и колюще-рубящего.
- Тэгуми — традиционная борьба, популярная на Окинаве до периода Тайсё.

### Языки
Рюкюсцы говорят на японском и родственных ему рюкюских языках: на островах Рюкю всё ещё остаются шесть коренных языков. ЮНЕСКО называет четыре из них «безусловно» находящимися под угрозой, а два других «под угрозой исчезновения». Эти языки отличаются от японского, хотя они все и принадлежат к одной семье японо-рюкюской семье. Рюкюские языки находятся в упадке, поскольку со времени присоединения к Японской империи рюкюсцы были подвержены ассимиляции со стороны японцев; в окинавских школах преподают только на японском языке.
Сегодня рюкюские языки остаются родными примерно для миллиона человек, большинство из которых в преклонном возрасте. Некоторые дети учат рюкюские, обычно если они живут с бабушками и дедушками. Мало кто из родившихся в 1990-х называет один из рюкюских своим родным языком. На рюкюском поются народные песни, выпускается рюкюязычная новостная радиопередача.
Носители диалектов (языков) амами, мияко, яэяма и ёнагуни обычно знают и окинавский. Многие носители ёнагунского знают яэямский. Так как острова Амами, Мияко, Яэяма и Йонагуни менее урбанизированы, чем Окинава, их языки вымирают не так быстро, как окинавский; подрастающие дети всё ещё говорят на них. Возрастное соотношение носителей окинавского неизвестно, но он быстро теряет позиции родного языка окинавцев.
Официальные документы на Рюкю издревле писались на классическом китайском. Японский язык начал оказывать влияние на рюкюские языки в 1880-х, с окончательным завоеванием архипелага и превращением его в префектуру Окинава.

### Религия
Традиционно жители Окинавы и прилегающих островов исповедовали свою рюкюскую религию, поклоняясь божествам в священных местах утаки, которыми могли быть небольшой храм, роща или вершина горы. В утаки запрещено заходить мужчинам, поэтому во времена монархии ван (король) проходил обряд «превращения в женщину» для того, чтобы посетить главное святилище островов Сэфа-утаки или другие утаки. Рюкюсцы уделяют большое внимание роли женщины в обществе, поэтому женщины не только хранительницы домашнего очага, но и занимают должность жрицы в рюкюской религии. С XV века на островах был введён статус верховной жрицы (кикое-огими), которая по традиции выбиралась из числа дочерей, племянниц или сестёр правящего вана, и по своему положению и влиянию приравнивалась к нему. Верховная жрица обладала правом назначать деревенских жриц норо на всей территории королевства. Между кикое-огими в Сюри (столице королевства) и деревенскими (общинными) норо стояли так называемые жрицы районов, которые были посредниками между ними. Пост жрицы на всех уровнях занимали пожизненно и передавали его по наследству. Чтобы обеспечить им средства к существованию, выделялись участки земли, не облагаемые налогами, которые также передавались по наследству. После оккупации островов Японией многие утаки были превращены в синтоистские святилища дзиндзя. Большинство рюкюсцев молодого поколения к началу XXI века уже не являются приверженцами рюкюской религии.

### Национальные костюмы
Национальные костюмы рюкюсцев схожи с японскими: свободные запашные юкаты для мужчин и женщин. Самый распространенный цвет ткани — синий с белой полосой для мужчин, с белыми мелкими крапинками для женщин. Такие ткани известны в «материковой» Японии как рюкюские ткани. К началу XXI века национальную одежду носят на островах в основном люди старшего поколения.

### Кухня
Национальная кухня рюкюсцев сложилась под влиянием китайской, корейской и кухонь стран Юго-Восточной Азии благодаря длительной истории торговли с ними. Многие исследователи в области медицины связывают большое число долгожителей на островах Рюкю именно с окинавской кухней и продуктами, применяемыми в ней. Значимым событием для королевства Рюкю стал привоз семян батата из китайской провинции Фуцзянь. Это сделал в 1606 году младший служащий рюкюской торговой миссии в Китае Ногуни Сокан. Батат давал хорошие урожаи на скудных почвах архипелага, в то время как урожаи риса сильно страдали от частых в регионе тайфунов.

### Рюкюская керамика
Ячимун (окинав.:焼物) на окинавском языке означает «керамика». Этим термином обозначают гончарные изделия королевства Рюкю. С момента появления на Окинаве китайской деревни Кумэмура местные жители начали перенимать различные аспекты китайской культуры, в том числе и элементы декоративно-прикладного искусства. Значимым событие для развития гончарного производства стало начало производства авамори, метод дистилляции которого и сырьё (тайский рис) привезли из Сиама. Потребление и реализация этого ликера за пределами королевства Рюкю привели к импорту бутылок, приспособленных к длительному хранению напитка. Зависимость от емкостей, покупаемых извне, послужила толчком для местных ремесленников производить ёмкости для авамори различного типа. После вторжения на Окинаву японского княжества Сацума в 1609 году, предприятия были затронуты ограничениями. Эта ситуация привела к усилению местных мастеров, которые производят предметы, необходимые для населения. Начался период инноваций для керамики: даймё Сацумы послал трёх корейских гончаров, чтобы научить местных мастеров производить глазированный тип керамики. Эти трое гончаров Иккан, Итироку и Санкан поселились в гончарной мастерской Вакута. После объединения трёх гончарных мастерских Вакута, Тибана и Такарагути в 1682 году под покровительством правительства королевства Рюкю, район Цубоя в городе Наха стал центром производства рюкюской керамики. Керамические изделия, произведённые в мастерских этого района называют Цубоя-яки (壺屋焼). В дополнение к посуде, сосудам для авамори и черепице, из рюкюской керамики особенно известны погребальных урны и местные талисманы сиса (от фигурок до небольших статуй).

### Архитектура
Несмотря на разрушительные бои во время битвы за Окинаву на островах осталось множество остатков уникальных рюкюских крепостей, имеющих название гусуку. Немногие из них отреставрированы. Самым известным из восстановленных гусуку является Замок Сюри. В то время как большинство домов в Японии сделаны из дерева, что позволяет обеспечить свободный приток воздуха для борьбы с сыростью, типичные современные дома на Окинаве сделаны из бетона с решетками, чтобы выдержать регулярные тайфуны. Крыши спроектированы для противостояния сильным ветрам, на них каждая плитка черепицы зацементирована. До применения цементного раствора для крепления черепицы рюкюсцы применяли смесь из кораллов. Такие крыши легко отличить по цвету: у цемента он серый, у коралловой смеси белый. В селе Онна расположен тематический парк Рюкю-мура (с яп. 琉球村 — деревня Рюкю), в который перевезли десять традиционных домов из разных уголков архипелага Рюкю. Каждый из них был разобран для транспортировки и повторно собраны в парке. Дома с оригинальными красными черепичными крышами, их стены из кораллового известняка.